# Västerviks sjukhus

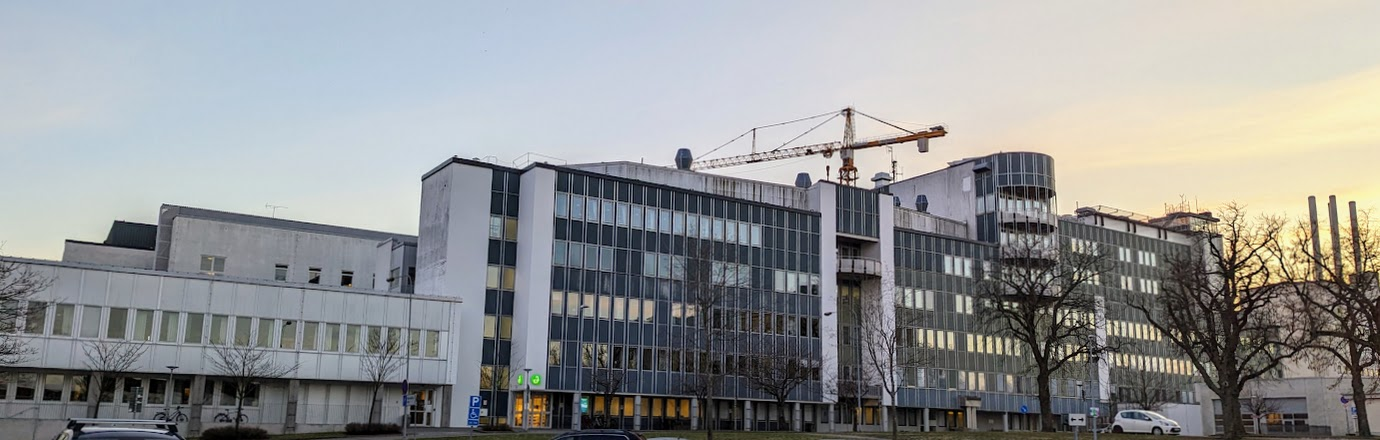
Västerviks sjukhus sett från norr.

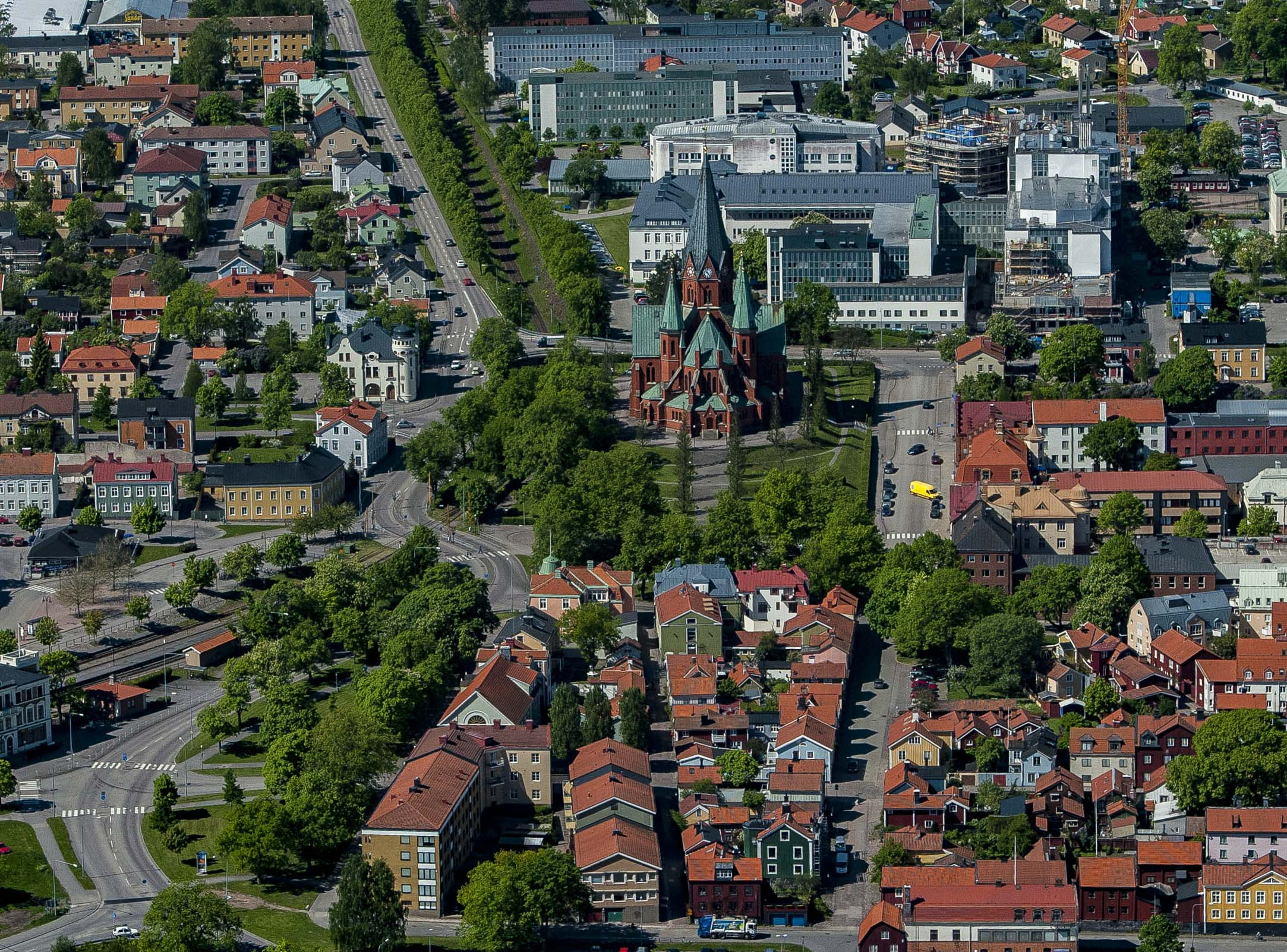
Bakom Sankt Petri kyrka ses sjukhusområdet.

Västerviks sjukhus är ett sjukhus som ligger i Västervik, och är Region Kalmar läns näst största sjukhus. Sjukhuset har 1500 anställda. I upptagningsområdet bor ungefär 65 000 personer. För närvarande sker en byggnation av nya lokaler för den psykiatriska verksamheten, vilket beräknas stå färdigt 2025.

## Utmärkelser
Västerviks sjukhus har av tidningen Dagens Medicin tre gånger utsätts till Sveriges bästa medelstora sjukhus – 2016, 2017 och 2019. Även som utbildningssjukhus för allmäntjänstgörande läkare får sjukhuset goda betyg. Under de tio åren 2014 till 2023 rankades sjukhuset bland de tre bästa sjukhusen sex gånger, och blev högst rankat av alla 2017.

## Historik
Västervik har haft ett sjukhus sedan år 1818, i form av Cederfychtska fattighuset nära Sankta Gertruds kyrka, på Västra Kyrkogatan. Efter att lokalerna ansågs undermåliga byggdes ett nytt sjukhus år 1869 på samma område där dagens sjukhus står. Den ursprungliga sjukhusbyggnaden finns dock inte kvar idag. Under 1950-talets andra hälft fram till början av 1970-talet genomgick sjukhusområdet stor ombyggnation. Då revs flera av de äldre byggnaderna och ersattes av flera av de byggnader som idag kännetecknar sjukhusområdet.